# 屏山镇 (石城县)
屏山镇，是中华人民共和国江西省赣州市石城县下辖的一个乡镇级行政单位。

## 行政区划
屏山镇下辖以下地区：
屏山社区、屏山村、长江村、胜利村、山下村、万盛村、新坊村、罗陂村、新付村、长溪村、河东村、亨田村和页背村。